# ニコチン酸-N-メチルトランスフェラーゼ
ニコチン酸-N-メチルトランスフェラーゼ(nicotinate N-methyltransferase)は、ニコチン酸およびニコチンアミド代謝酵素の一つで、次の化学反応を触媒する転移酵素である。
S-アデノシル-L-メチオニン + ニコチン酸 {\displaystyle \rightleftharpoons } S-アデノシル-L-ホモシステイン + N-メチルニコチン酸
この酵素の基質はS-アデノシル-L-メチオニンとニコチン酸で、生成物はS-アデノシル-L-ホモシステインとN-メチルニコチン酸である。
この酵素は転移酵素の一つで、特に一炭素基を転移させるメチルトランスフェラーゼである。組織名はS-adenosyl-L-methionine:nicotinate N-methyltransferaseで、別名にfuranocoumarin 8-methyltransferase、furanocoumarin 8-O-methyltransferaseがある。